# Бердыев, Батыр Атаевич
Бердыев Батыр Атаевич (туркм. Berdyýew Batyr Ataýewiç; род. 3 октября 1960, Ашхабад) — туркменский государственный деятель, дипломат. Министр иностранных дел Туркменистана (2000—2001).

## Образование, личная жизнь
Окончил Туркменский государственный университет по специальности филолог.
После окончания ВУЗа прошёл путь от стажёра до главного редактора в редакции газеты «Комсомолец Туркменистана».
В 1990—1992 годах работал собственным корреспондентом еженедельных изданий «Союз» и «Жизнь» по Туркменистану.
Сестра — Дженнет Иклымова, замужем за известным туркменским оппозиционером Эсенаманом Иклымовым.

## Политическая деятельность
В 1992 году — консультант Международного отдела аппарата президента Туркменистана, вскоре заместитель министра иностранных дел Туркмении.
В 1994 году направлен в Вену в качестве чрезвычайного и полномочного посла Туркменистана в Австрийской Республике, Словацкой Республике и Чешской Республике. Одновременно — представитель Туркменистана при ОБСЕ.
C июля 2000 года — первый заместитель министра иностранных дел Туркменистана.
Проработал год в должности министра иностранных дел Туркменистана, с июля 2000 по июль 2001 года. Снят с должности ввиду «болезненной зависимости от алкоголя».

## Обвинения
8 декабря 2002 года был арестован по подозрению в причастности к покушению на Сапармурата Ниязова. В январе 2003 года был приговорён к 25 годам лишения свободы с отбыванием первых 5 лет наказания в тюрьме города Туркменбашы и 20 лет в колонии строгого режима, а также с запрещением занимать материально-ответственные и руководящие должности в течение трёх лет после освобождения.
После смерти Сапармурата Ниязова, его преемнику Гурбангулы Бердымухамедову во время посещения Колумбийского университета задали вопрос, живы ли оппозиционеры Борис Шихмурадов и Батыр Бердыев. Президент Туркменистана выразил уверенность в том, что экс-министры иностранных дел живы.